# Kazuo Imanishi
Kazuo Imanishi (Prefectura d'Hiroshima, 12 de gener de 1941) és un futbolista japonès que disputà tres 3 partits amb la selecció japonesa.